# Juan Tomás Ortuño Martínez
Juan Tomás Ortuño Martínez (Yecla, Murcia, 11 de febrero de 1992), más conocido como Juanto, es un futbolista español que juega de delantero en la Agrupación Derpotiva Ceuta de la Segunda División. Es hermano del también futbolista Alfredo Ortuño.

## Trayectoria
Juanto se unió Villarreal CF "B" en 2011, tras un breve período con el Albacete Balompié "B", fue asignado inicialmente al Villarreal CF "C". El 21 de enero de 2012 él hizo su debut en la Segunda División, apareciendo por las reservas contra el RC Deportivo.
Juanto anotó su primer gol como profesional el 3 de marzo de 2012, jugando 28 minutos y contribuir a una victoria en casa por 4-3 ante el CD Alcoyano. Él contribuyó con 16 partidos durante la temporada, ya que tanto el primero y los segundos equipos cayeron abajo de un nivel.
En la campaña 2013-14 tuvo un gran peso en el equipo filial del Villarreal CF, puesto que marcó 13 goles en 33 encuentros disputados, lo que le valió para fichar por el Sabadell que se encontraba entonces en Segunda en la 2014/15, pero en la segunda vuelta recaló en el UCAM Murcia anotando dos goles.
El día 14 de julio fichó por el Unió Esportiva Llagostera En el mercado de invierno ficha por el Clube de Futebol Os Belenenses
El 9 de agosto de 2016 se anuncia su fichaje por la SD Ponferradina tras rescindir el contrato con el Clube de Futebol Os Belenenses. En las filas de la Ponferradina disputó 16 partidos (793 minutos acumulados) en los que consiguió anotar tres goles.En el mercado de invierno vuelve al Clube de Futebol Os Belenenses
Disputó la temporada 2018-19 en las filas del Lleida Esportiu donde marcó 14 goles en 35 partidos jugados en el grupo 3 de la categoría de bronce, acumulando así un total de 2.694 minutos. 
En junio de 2019, firma por una temporada con el Córdoba Club de Fútbol para disputar la temporada 2019-20 en el Grupo IV de la Segunda División B, e en los que anotaría la cifra de tres goles a lo largo de la primera vuelta tras haber contado con menos de 1000 minutos.
En enero de 2020, en el mercado invernal de fichajes firma por el Club Deportivo Castellón del Grupo III de la Segunda División B. Fue el autor del primer gol de la temporada 2020-21 en Segunda División en el partido debut del Castellón contra la Sociedad Deportiva Ponferradina.
El 22 de junio de 2022, firma por el Club Deportivo Eldense de la Primera División RFEF.
el 30 de junio de 2025, pasa a formar parte del Agrupación Deportiva Ceuta.

## Clubes
| Club                                | País     | Temporada | Categoría                               | Partidos | Goles |
| ----------------------------------- | -------- | --------- | --------------------------------------- | -------- | ----- |
| Albacete Balompié "B"               | España   | 2011      | Tercera División                        | 5        | 2     |
| Villarreal CF "C" Villarreal CF "B" | España   | 2011-2012 | Segunda División                        | 23       | 5     |
| Villarreal CF "B"                   | España   | 2012-2014 | Segunda División B                      | 84       | 32    |
| CE Sabadell                         | España   | 2014-2015 | Segunda División                        | 17       | 2     |
| UCAM Murcia Club de Fútbol          | España   | 2015      | Segunda División B                      | 10       | 2     |
| Unió Esportiva Llagostera           | España   | 2015      | Segunda División                        | 13       | 3     |
| Clube de Futebol Os Belenenses      | Portugal | 2016      | Primera División de Portugal            | 14       | 6     |
| S.D. Ponferradina                   | España   | 2016-2017 | Segunda División B                      | 17       | 3     |
| Clube de Futebol Os Belenenses      | Portugal | 2017      | Primera División de Portugal            | 4        | 0     |
| Lleida Esportiu                     | España   | 2018-2019 | Segunda División B                      | 35       | 14    |
| Córdoba Club de Fútbol              | España   | 2019-2020 | Segunda División B                      | 19       | 3     |
| CD Castellón                        | España   | 2020-2022 | Segunda B/Segunda División/Primera RFEF | 59       | 12    |
| Club Deportivo Eldense              | España   | 2022-2025 | Primera División RFEF/Segunda División  | 115      | 29    |
| AD Ceuta                            | España   | 2025-act. | Segunda División                        |          |       |